# رابی دورو
رابی دورو (انگلیسی: Robbie Devereux؛ زادهٔ ۳۱ ژانویهٔ ۱۹۷۱) بازیکن فوتبال اهل بریتانیا است.
از باشگاه‌هایی که در آن بازی کرده‌است می‌توان به باشگاه فوتبال کولچستر یونایتد، باشگاه فوتبال کورنارد یونایتد، باشگاه فوتبال سادبوری، باشگاه فوتبال سنت پاتریک اتلتیک، باشگاه فوتبال دانداک، و باشگاه فوتبال ساوتپورت اشاره کرد.